# Barbara von Tisenhusen
Barbara von Tisenhusen ist eine Oper in drei Akten und neun Bildern des estnischen Komponisten Eduard Tubin. Das Libretto stammt von Jaan Kross nach der gleichnamigen finnischsprachigen Novelle von Aino Kallas aus dem Jahr 1923.

## Idee
1967 trug der Produzent des Tallinner Theater- und Opernhauses Estonia, Arne Mikk, die Idee zur Oper an Eduard Tubin heran. Tubin war vor der Besetzung Estlands durch die Rote Armee nach Schweden emigriert, genoss aber weiterhin in Estland hohes Ansehen als Komponist.
Tubin schrieb in kurzer Zeit die Oper, die bereits im Juni 1968 fertiggestellt wurde. Er durfte mit seiner Ehefrau im Zeichen des politischen Tauwetters bei der Premiere in Tallinn anwesend sein, die von Publikum bejubelt wurde. Die Regie der Premierenvorstellung führte Udo Väljaots, es dirigierte Kirill Raudsepp.

## Historischer Hintergrund
Die tragische Geschichte Barbara von Tisenhusens hat einen historischen Hintergrund. Sie geht auf die Überlieferung des baltischen Chronisten Balthasar Rüssow aus dem Jahr 1578 zurück: Wegen einer unstandesgemäßen Verbindung der adligen Barbara mit einem bürgerlichen Amtsschreiber wurde das Edelfräulein von ihren Brüdern in einem Eisloch ertränkt.
Der Stoff hat zahlreiche estnische Schriftsteller inspiriert, unter anderem Marie Under zu einer ihrer bekanntesten Balladen. Die finnisch-estnische Schriftstellerin Aino Kallas hat 1923 um den historischen Kern eine weitgehend frei erfundene Novelle verfasst, die bereits ein Jahr später in estnischer Übersetzung erschien. Jaan Kross hat die Novelle zum Libretto für Tubins Opernmusik umgearbeitet.

## Handlung
Barbara von Tisenhusen wird 1533 auf dem Schloss Randen in Livland geboren. Sie wächst nach dem Tod ihres angesehenen Vaters Reinhold von Tisenhusen und ihrer Mutter Anna von Sawhere als Waisenkind bei der reichen, adligen Tante auf. Reichtum und Überfluss prägen ihr Leben. Als Barbara siebzehn wird, macht sich die Tante auf Brautschau. Vier Hofschneiderinnen arbeiten drei Monate an ihrem Kleid, dessen Pracht mit Goldstickereien, Edelsteinen und Perlen die wohlhabenden Brautwerber beeindrucken soll. Als Barbara 1551 bei einer Hochzeit in Tallinn erscheint, sind alle Anwesenden von ihrer Eleganz beeindruckt. Bei einem Spaziergang begegnet sie jedoch einem Bettler, der ihr Vorwürfe macht: für die Ausgaben ihres Gewands hätten tausend Menschen Kleidung erhalten können.
Die Worte des Bettlers und die Konfrontation mit der Armut der einfachen Bevölkerung haben Barbara nachdenklich werden lassen. Zum ersten Mal in ihrem Leben hinterfragt sie ihren Reichtum. Das prächtige Kleid ist ihr verleidet. Barbara beschließt, ihr Leben zu ändern. Auf dem Land will sie den Kindern der Bauern Lesen und Schreiben beibringen.
Nach einiger Zeit tritt auf dem Schloss ihrer Stiefeltern im livländischen Ringen ein neuer Amtsschreiber seinen Dienst an. Zwischen Barbara und dem jungen, sympathischen Franz Bonnius aus Braunschweig entwickelt sich schnell ein enges Verhältnis, das zur Liebe wird.
Der zweite Akt beginnt mit einem Fest, bei dem ein Bär zur Belustigung der Eingeladenen gegen reißende Hunde kämpfen muss. Barbara protestiert gegen dieses grausame Spiel. Die sensible und menschliche Barbara gewinnt immer mehr das Herz des Schreibers Bonnius, der sie schließlich inständig bittet, ihn zu heiraten. Dies spricht Barbara aus dem Herzen. Sie willigt ein.
Doch die unstandesgemäße Verbindung verstößt ohne die Zustimmung der adligen Familie gegen das Gesetz der damaligen Zeit. Besonders die Brüder Barbaras missbilligen die Liaison mit dem bürgerlichen Bonnius. Barbara und Franz beschließen, gemeinsam zu fliehen. Die Tante, die ein böses Ende fürchtet, versucht noch, die Brüder von der Verfolgung der beiden abzuhalten. Aber die Brüder fühlen sich in der Familienehre verletzt und wollen Rache nehmen. Sie finden schließlich Barbara bei einer groß angelegten Suchaktion, während Franz entkommen kann.
In der Festung Rannu hält die Verwandtschaft Gericht über Barbara. Barbara steht trotz der bissigen Anfeindungen vor dem Gericht zu ihrem Verlobten: Gott selbst im Himmel habe die beiden Liebenden verheiratet. Ein Priester versucht noch, das drohende Urteil abzuwenden, aber die Verwandtschaft wertet die Worte Barbaras als erneute Schändung der Familienehre. Ihr Schicksal ist damit besiegelt.
Im Winter 1553 bringen die Brüder Barbara an den zugefrorenen See Võrtsjärv. Die anwesenden Bauern, die Mitleid mit Barbara haben, die zu ihrer Liebe steht, verweigern den Brüdern den Gehorsam. Diese müssen die geplante Hinrichtung nun selbst vollstrecken. Sie stoßen Barbara in ein Eisloch. Barbara geht erhobenen Hauptes in den Tod. Mit der Tat ist aus Sicht der Brüder die Familienehre wieder hergestellt, doch die Tötung Barbaras hat allen kein Glück gebracht: Barbaras Tante stirbt in Armut, Barbaras Bruder Jürgen scheidet in Finnland aus dem Leben, ohne dass er einen männlichen Nachkommen gezeugt hat.

## Wirkung
Eduard Tubins erste Oper wurde zu einer der bekanntesten und am meisten gefeierten Opern der estnischen Musikgeschichte. Nicht nur die Musik Tubins, sondern auch die tragische Liebesgeschichte und die starke Sozialkritik haben das Publikum gefesselt. Die Kritik an der deutschbaltischen Adelsschicht, den Klassengegensätzen und den feudalistischen Zuständen des 16. Jahrhunderts in Estland und Livland kam auch den kommunistischen Zensurbehörden in Estland zupaß, die dem Erfolg des Exilesten Tubin daher keine Steine in den Weg legten.